# Wangari Maathai
Wangari Maathai (født 1. april 1940, død 25. september 2011) var en kenyansk miljø- og politisk aktivist. I 2004 blev hun som den første afrikanske kvinde tildelt Nobels fredspris. 
Maathai grundlagde i 1977 organisationen Green Belt Movement, der har plantet 10 millioner træer for at undgå jorderosion. Siden da har hun i stigende grad været aktiv indenfor miljø- og kvindespørgsmål. Under Daniel arap Mois regime blev hun flere gange fængslet og udsat for voldelige overgreb. 
Maathai blev valgt ind i det kenyanske parlament i 2002, da Mwai Kibaki besejrede Moi. Siden 2003 har hun været vicemiljøminister.
Maathai døde af kræft den 25. september 2011.